# Зворівник пурпуровий
Зворівник пурпуровий, пренант пурпуровий (Prenanthes purpurea) — вид квіткових рослин з родини айстрових (Asteraceae).

## Біоморфологічна характеристика
Це трав'яниста багаторічна рослина. Стебла прямовисні, голі, 30–150(190) см заввишки, облистнені, розгалужені вгорі. Листки чергові, нижні з крилатою ніжкою, верхні напівобхопні, від видовжено-ланцетних до яйцеподібних, до 19 см завдовжки і 7 см завширшки, зубчасті, рідше до перисторозсічених, голі. Язичкові квітки двостатеві, язичок 8–12 мм завдовжки, червоно-пурпурний, рідше білий, з 5 зубцями на верхівці. Плодами є довгасті, циліндричні, плоскуваті, квадратні в перерізі сім'янки, 5–6.6 × 1.1–1.3 мм, з білим папусом; поверхня зі слабкими повздовжніми смугами, неблискуча, піщаного кольору. 2n=18.

## Поширення
Вид росте в Європі, Туреччині, на Кавказі: Албанія, Австрія, Андорра, Бельгія, Болгарія, Ліхтенштейн, Чехія, Словаччина, Данія, Франція (у т. ч. Корсика), Німеччина, Греція, Угорщина, Італія, Північний Кавказ, Норвегія, Польща, Румунія, Іспанія, Швейцарія, Грузія, Туреччина, Україна, Боснія і Герцеговина, Чорногорія, Хорватія, Македонія, Словенія, Сербія; вимерлий у Люксембурзі.
В Україні вид росте у гірських лісах до 700 м н. р. м. — у Карпатах.